# Nandipha Mntambo
Nandipha Mntambo, née en 1982, est une artiste sud-africaine, devenue célèbre pour ses sculptures, vidéos et photos qui mettent l'accent sur le corps de la femme.

## Biographie
Nandipha Mntambo naît à Mbabane, au Swaziland, en Afrique australe, en 1982. Elle grandit en Afrique du Sud pendant l'apartheid, à Johnnesbourg puis au Cap. Son père est un pasteur méthodiste,. Elle obtient une maîtrise en Beaux-arts à l'École Michaelis des Beaux-arts de l'Université du Cap, en juin 2007 Elle vit et travaille en Afrique du Sud. Ses œuvres font partie, notamment, des collections du National Museum of African Art à Washington, au Seattle Art Museum et au Musée Zeitz d'art contemporain d'Afrique, au Cap.

## Spécificités de son travail
Dans son travail, Mntambo se concentre sur le corps humain et la nature biologique de l'identité, en utilisant principalement des matériaux naturels et utilisant la sculpture, la vidéo et de la photographie. Pendant plusieurs années, l'un de ses matériaux de prédilection est la peau de la vache, souvent aussi utilisé comme une couverture pour le corps humain, oscillant ainsi entre des vêtements et les corps eux-mêmes. Elle utilise cette ambiguïté et la tension entre le visible et l'inesthétique, jouant de la façon dont les spectateurs interprètent les deux aspects de la peau. Elle déclare à l'époque : « Mon intention est d'explorer les propriétés physiques et tactiles de la peau et les éléments qui me permettent ou m'empêchent de manipuler ce matériau dans le contexte de représentation du corps féminin, dans l'art contemporain. J'ai utilisé la peau de vache comme moyen de subvertir les associations attendues avec la présence corporelle, la féminité, la sexualité et la vulnérabilité ». Elle utilise quelquefois son propre corps comme moule de ces sculptures.
Dans ses œuvres photographiques, Nandipha Mntambo est fortement inspirée par la mythologie et l'idée d'une espèce animale-humaine. Elle se place souvent comme sujet de ses photos.

## Expositions

### Expositions personnelles (sélection)
- 2014 : Transience, Stevenson, Johannesbourg
- 2013 : Nandipha Mntambo, Zeitz MOCAA Pavilion, V&A Waterfront, Le Cap
- 2013 : Nandipha Mntambo, Andréhn-Schiptjenko, Stockholm, Suède
- 2012 : Faena, Oliewenhuis Art Museum, Bloemfontein ; Standard Bank Gallery, Johannesbourg ; University of Potchefstroom Art Gallery, Potchefstroom
- 2012 : The Unspoken, Stevenson, Le Cap
- 2011 : Faena, National Arts Festival, Grahamstown ; Nelson Mandela Metropolitan Art Museum, Port Elizabeth ; Iziko South African National Gallery, Le Cap
- 2009 : Umphatsi Wemphi, Brodie/Stevenson, Johannesbourg
- 2009 : The Encounter, Michael Stevenson, Le Cap
- 2007 : Ingabisa, Michael Stevenson, Le Cap
- 2007 : Locating me in order to see you, Michaelis Gallery, Le Cap

### Expositions collectives (sélection)
- 2014 Performance Now, Queensland University of Technology Art Gallery, Brisbane, Australie
- 2014 Chroma, Stevenson, Le Cap
- 2014 The Danjuma Collection: One Man's Trash (Is Another Man's Treasure), 33 Fitzroy Square, Londres
- 2014 From Sitting to Selfie: 300 Years of South African Portraits, Standard Bank Gallery, Johannesbourg
- 2014 The Divine Comedy. Heaven, Purgatory and Hell Revisited by Contemporary African Artists, Museum für Moderne Kunst (MMK), Frankfort-sur-le-Main
- 2013	A Sculptural Premise, Stevenson, Le Cap
- 2013 My Joburg, La Maison Rouge, Paris ; Collections nationales de Dresde (Staatliche Kunstsammlungen Dresden), Allemagne
- 2013 Female Power: Matriarchy, Spirituality and Utopia, Arnhem Museum, Arnhem, Pays-Bas
- 2012	The Rainbow Nation, Museum Beelden aan Zee, La Hague, Pays-Bas
- 2012 3e Biennale internationale de Moscou pour l'art jeune, Moscou
- 2012 Viewpoint: A Closer Look at Showing, Huis Marseille, Amsterdam
- 2012 Mine – A selection of films by SA artists, Dubai Community Theatre and Arts Centre, Dubaï
- 2011 ARS 11, Musée Kiasma d'art contemporain, Helsinki
- 2011 Contemporary South African Artists, Turner Galleries, Perth, Australie
- 2011 Mine – A selection of films by SA artists, Iwalewa-Haus, Université de Bayreuth, Allemagne
- 2010 Peekaboo: Current South Africa, Palais du tennis, Helsinki
- 2010 Ampersand, Daimler Contemporary, Berlin
- 2010 The Beauty of Distance: Songs of survival in a precarious age, 17e Biennale de Sydney, Australie
- 2010 SPace: Currencies in contemporary African art, Museum Africa, Newtown, Johannesbourg
- 2010 Dak'Art, 9e Biennale de Dakar, Senegal
- 2010 Life Less Ordinary: Performance and display in South African art, Ffotogallery, Cardiff, Pays-de-Galles
- 2010 The Good Old Days, Aarhus Art Building, Danemark
- 2010 Hautnah: Hair in art and culture, Kunstverein Leonberg, Allemagne
- 2010 Toros! Works from the 19th, 20th and 21st centuries, Galerie Sophie Scheidecker, Paris
- 2010 She Devil, Studio Stefania Miscetti, Rome
- 2009 Hautnah: Hair in art and culture, Museum Villa Rot, Burgrieden-Rot, Allemagne
- 2009 Rencontres africaines de la photographie, Bamako, Mali
- 2009 Life Less Ordinary: Performance and display in South African art, Djanogly Gallery, Nottingham, Angleterre
- 2009 La modernité dans l'art africain d'aujourd'hui, Festival culturel panafricain d'Algers
- 2009 Undercover: Performing and Transforming Black Female Identities, Spelman College Museum of Fine Art, Atlanta, États-Unis
- 2009 Works from the 2008 Dak'art biennale, ifa gallery, Berlin et Stuttgart
- 2009 Number Two: Fragile, Julia Stoschek Collection, Düsseldorf
- 2009 Why not?, Kuckei + Kuckei, Berlin
- 2009 Beauty and Pleasure in South African Contemporary Art, Musée Stenersen, Oslo
- 2008 Disguise, Michael Stevenson Gallery, Le Cap
- 2008 Dak'art, Biennale de Dakar, Senegal
- 2008 Black Womanhood: Images, Icons, and Ideologies of the African Body, Hood Museum of Art, Dartmouth College, Hanover, New Hampshire
- 2008 Skin-to-skin: Challenging textile art, Standard Bank Gallery, Johannesbourg
- 2008 .za: giovane arte dal Sudafrica, Palazzo delle Papesse, Sienne
- 2008 The Trickster at ArtExtra, Johannesbourg
- 2007 Summer 2007/8, Michael Stevenson, Le Cap
- 2007 Apartheid: The South African Mirror, Centre de Cultura Contemporània de Barcelona
- 2007 Afterlife, Michael Stevenson Gallery, Le Cap
- 2006 Olivida quien soy – Erase me from who I am, Centro Atlantico de Arte Moderno, Las Palmas
- 2006 MTN New Contemporaries, Johannesbourg Art Gallery, Johannesbourg
- 2006 Second to None, Iziko South African National Gallery, Le Cap
- 2005 In the Making: Materials and Process, Michael Stevenson Gallery, Le Cap
- 2001/2 Curated the Parliamentary Millennium Project (PMP)

## Prix
- 2014 en lice pour le prix de photographie AIMIA | AGO (Canada)
- 2011 Prix de la Standard Bank , catégorie Jeune Artiste Art Visuel
- 2010 Bourse Wits/BHP Billiton
- 2005 Bourse curatoriale, Brett Kebble Art Awards
- 2003/4 Bourse Mellon Meyers Bourse, École Michaelis des Beaux-arts

## Publications
- Mntambo, Nandipha. Nandipha Mntambo – Locating me in order to see you. Université du Cap, 2007.
- Mntambo, Nandipha, et Sophie Perryer. Nandipha Mntambo : Ingabisa, 16 août–15 septembre 2007. Michael Stevenson, 2007.
- Mntambo, Nandipha, Sophie Perryer, et Galerie Michael Stevenson. The Encounter. Michael Stevenson, 2009.